# Moses Nagamootoo
Moses Nagamootoo, né le 30 novembre 1947 à Whim, est un homme d'État guyanien. Il est Premier ministre du 20 mai 2015 au 2 août 2020.

## Biographie
Moses Nagamootoo est né le 30 novembre 1947 dans le village de Whim dans l'actuelle région de Berbice oriental-Courantyne dans ce qui était encore la Guyane britannique, d'une famille d’ascendance tamoule. Il travaille comme enseignant et journaliste, puis comme avocat.
En 1964, il rejoint les rangs du Parti progressiste du peuple (PPP) et est élu en 1992 au Parlement du Guyana. Il devient alors membre des gouvernements de Sam Hinds et Bharrat Jagdeo comme ministre de l'Information puis des Collectivités locales. En 2000, il démissionne du gouvernement en 2000, mais reste député. En 2008, lors du vingt-neuvième congrès du PPP, il est élu au comité central. Mais il n'est pas choisi comme candidat pour la présidentielle de 2011 et démissionne alors de son parti et du Parlement en appelant à une « nouvelle politique économique pour le Guyana ». Il rejoint alors l'Alliance pour le changement sous la bannière de laquelle il est réélu au Parlement.
À la suite des élections législatives guyaniennes de 2015, il est de nouveau élu et devient alors Premier ministre du Guyana, sous la présidence de David Granger. Le 21 décembre 2018, son gouvernement est renversé par une motion de censure soutenue par le PPP.